# Timpeh (plaats)
Timpeh is een bestuurslaag in het regentschap Dharmasraya van de provincie West-Sumatra, Indonesië. Timpeh telt 727 inwoners (volkstelling 2010).